# Свойство продолжения гомотопии
Свойство продолжения гомотопии (или свойство Бо́рсука) говорит, что гомотопия на подпространстве может быть продолжена до гомотопии на всём топологическом пространстве.

## Определение
Пусть {\displaystyle X} — это топологическое пространство и {\displaystyle A\subset X}.
Пара {\displaystyle (X,A)} обладает свойством продолжения гомотопии (является парой Борсука), если для любого топологического пространства {\displaystyle Y} и любого непрерывного отображения {\displaystyle f\colon X\rightarrow Y} любую гомотопию {\displaystyle {\widetilde {F}}_{t}\colon A\rightarrow Y} ограничения {\displaystyle f|_{A}} можно продолжить до гомотопии {\displaystyle F_{t}\colon X\rightarrow Y} отображения {\displaystyle f}.

## Свойства
- Пара {\displaystyle (X,A)} обладает свойством продолжения гомотопии тогда и только тогда, когда {\displaystyle X\times \{0\}\cup A\times I} — ретракт пространства {\displaystyle X\times I}.
- Если пара {\displaystyle (X,A)} обладает свойством продолжения гомотопии и {\displaystyle A} стягиваемо, то отображение факторизации {\displaystyle q\colon X\rightarrow X/A} является гомотопической эквивалентностью.
- Лемма Борсука. Пусть {\displaystyle X} — это CW-комплекс и {\displaystyle A} — подкомплекс {\displaystyle X}, тогда пара {\displaystyle (X,A)} обладает свойством продолжения гомотопии.